# منیر منگل
منیر منگل (۱ ژانویهٔ ۱۹۵۰ – ۲ مهٔ ۲۰۲۰) سیاستمدار، افسر پلیس، افسر ارتش، و پرسنل نظامی اهل افغانستان بود. وی ۴۰ سال در نیروهای مسلح فعالیت کرد و معین امنیتی وزارت داخلی افغانستان بود تا در سال ۲۰۱۶ بازنشسته شد.
او در ۲ مه ۲۰۲۰ در منزلش در کابل بر اثر بیماری کروناویروس ۲۰۱۹ درگذشت.